# Rokytovce
Rokytovce, russinisch Рокитовець/Rokytowez (ungarisch Rokitóc)  ist eine Gemeinde im Nordosten der Slowakei mit 156 Einwohnern (Stand 31. Dezember 2024), die zum Okres Medzilaborce, einem Kreis des Prešovský kraj gehört und in der traditionellen Landschaft Zemplín liegt.

## Geographie

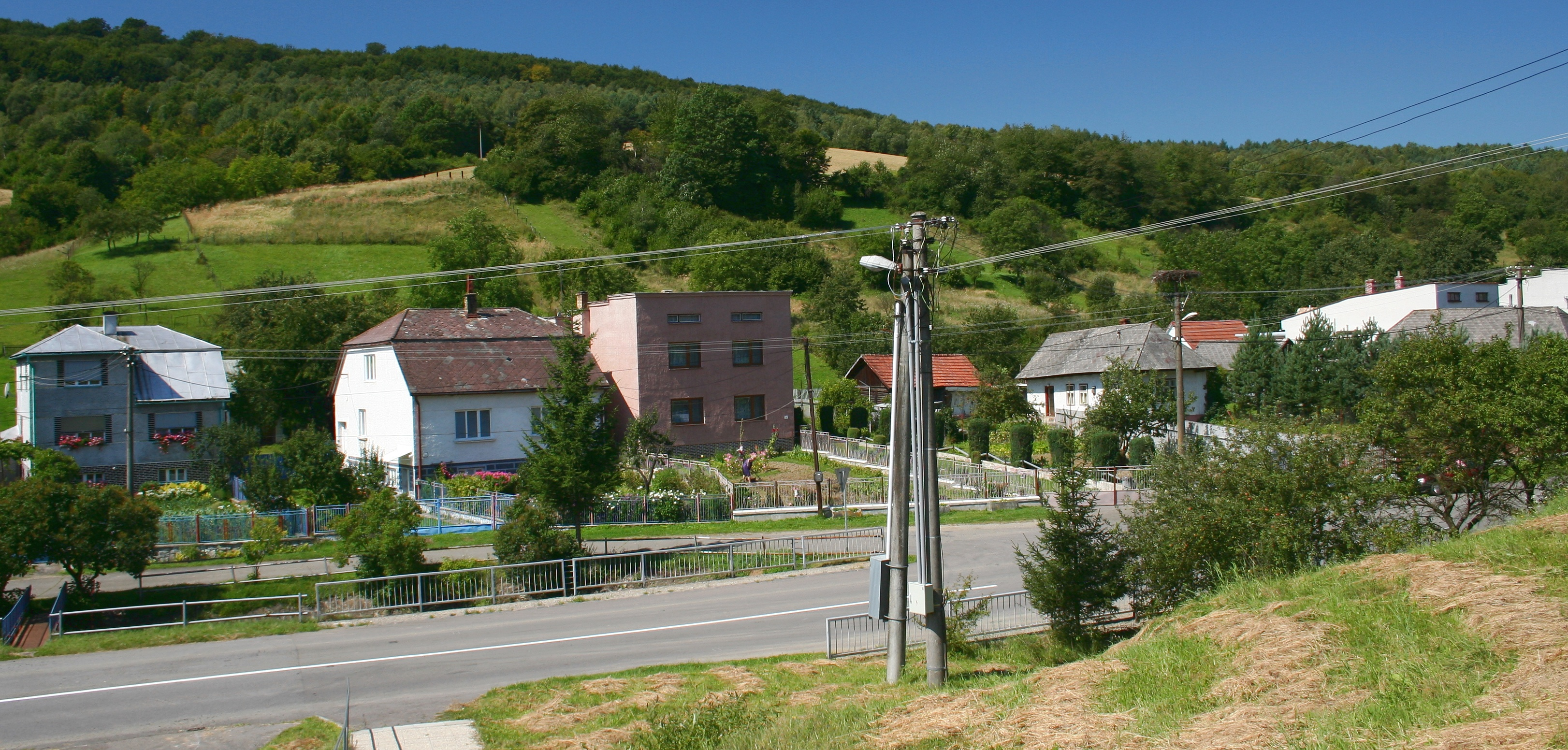
Rokytovce

Die Gemeinde befindet sich in den Niederen Beskiden im Bergland Laborecká vrchovina, im Tal des Baches Orúbaný potok im Einzugsgebiet des Laborec. Das Ortszentrum liegt auf einer Höhe von 350 m n.m. und ist acht Kilometer von Medzilaborce entfernt (Straßenentfernung, per Luftlinie sind es nur drei Kilometer).
Nachbargemeinden sind Miková im Norden, Medzilaborce (Stadtteile Borov und Medzilaborce) im Norden, Nordosten und Osten, Krásny Brod im Süden, Roškovce im Südwesten und Westen und Malá Poľana im Nordwesten.

## Geschichte

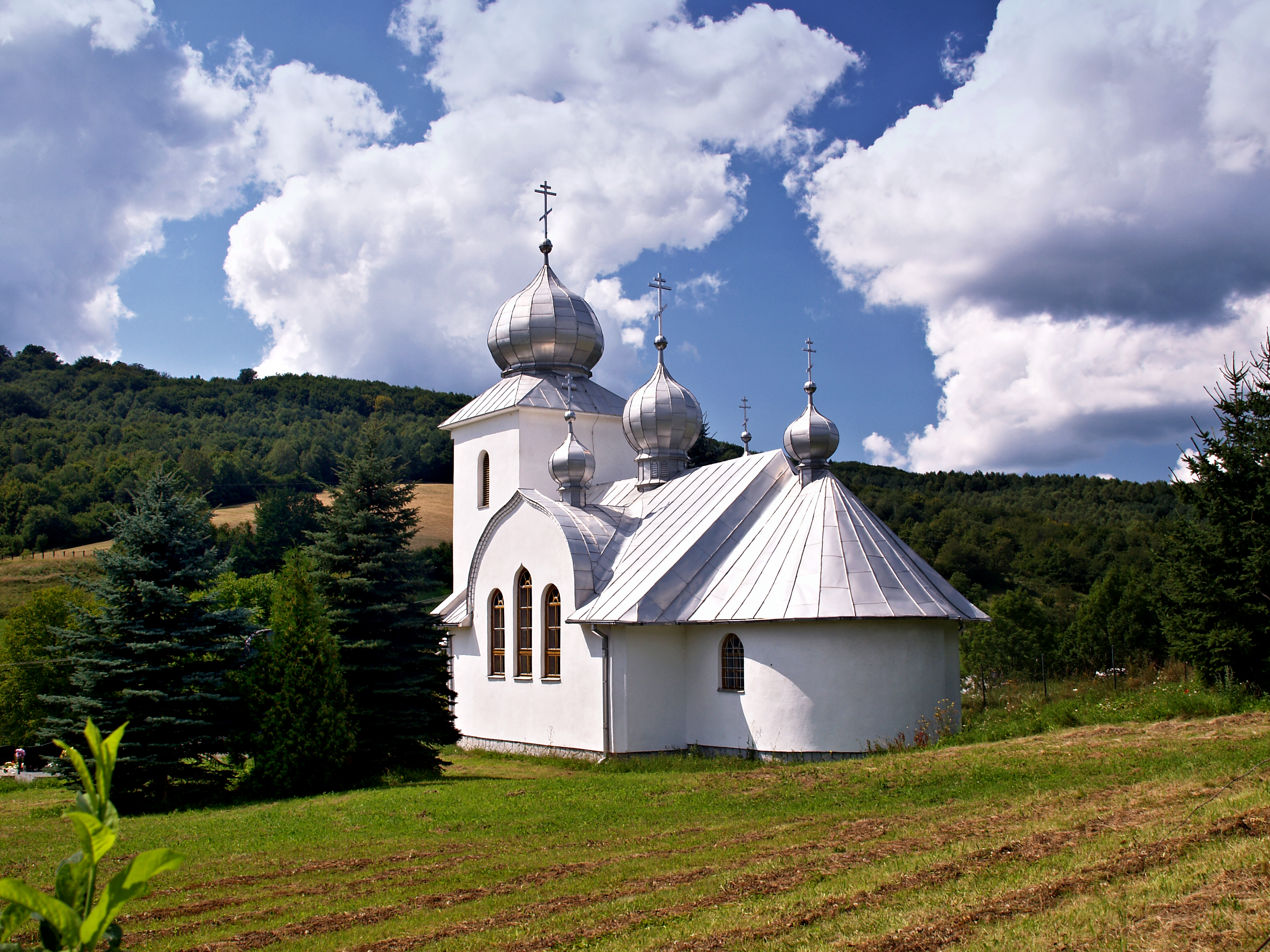
Orthodoxe Kirche

Rokytovce wurde zum ersten Mal 1437 als Rakythocz schriftlich erwähnt, weitere historische Bezeichnungen sind unter anderen Rokitowcze (1773) und Rokytowec (1808). Ein Teil des Dorfes war Besitz der Familie Izbugyay, der andere Teil lag in der Herrschaft von Humenné, ab 1656 gehörten die Ortsgüter der Familie Szirmay.
1715 gab es acht verlassene und 10 bewohnte Haushalte. 1787 hatte die Ortschaft 40 Häuser und 275 Einwohner, 1828 zählte man 43 Häuser und 323 Einwohner. Um die Mitte des 19. Jahrhunderts wanderten viele Einwohner aus. Während der Winterschlacht in den Karpaten 1914/15 wurde der Ort während einer russischen Offensive zerstört.
Bis 1918 gehörte der im Komitat Semplin liegende Ort zum Königreich Ungarn und kam danach zur Tschechoslowakei beziehungsweise heute Slowakei. In der Zeit der ersten tschechoslowakischen Republik wanderten viele Einwohner aus. Von 1964 bis 1990 war Rokytovce Teil der Gemeinde Krásny Brod.

## Bevölkerung
| Jahr                | 1994 | 2004    | 2014    | 2024  |
| ------------------- | ---- | ------- | ------- | ----- |
| Anzahl der Personen | 185  | 186     | 200     | 156   |
| Unterschied         |      | +0,54 % | +7,52 % | −22 % |

| Jahr                | 2023 | 2024    |
| ------------------- | ---- | ------- |
| Anzahl der Personen | 158  | 156     |
| Unterschied         |      | −1,26 % |

Nach der Volkszählung 2011 wohnten in Rokytovce 200 Einwohner, davon 143 Russinen, 43 Slowaken, neun Roma, sechs Ukrainer und ein Tscheche. Ein Einwohner machte keine Angabe zur Ethnie.
94 Einwohner bekannten sich zur griechisch-katholischen Kirche, 90 Einwohner zur orthodoxen Kirche, 10 Einwohner zur römisch-katholischen Kirche und zwei Einwohner zur Evangelischen Kirche A. B. Ein Einwohner war konfessionslos und bei drei Einwohnern wurde die Konfession nicht ermittelt.

## Bauwerke
- griechisch-katholische Kirche
- orthodoxe Kirche

## Verkehr
Durch Rokytovce führt die Cesta II. triedy 575 („Straße 2. Ordnung“) von Stropkov nach Krásny Brod. Der nächste Bahnanschluss ist in Krásny Brod an der Bahnstrecke Michaľany–Łupków.